# Juan Muñoz
Juan Muñoz (Madrid, 17 de junho de 1953 — Ibiza, 28 de agosto de 2001) foi um escultor espanhol, que trabalhava principalmente com papel machê, resina e bronze. Ele também se interessava por artes auditivas, e criou composições para rádio. Juan se autodescrevia como "contador de histórias". Em 2000, ele foi reconhecido no "Premio Nacional de Artes Plásticas de España"; faleceu pouco tempo depois, em 2001.

## Biografia
Juan Muñoz nasceu em 1953, o segundo dos sete filhos de Vicente e Herminia Muñoz. Seu pai contratou um poeta, que também era crítico de arte, para passar-lhe lições, o que deu a Muñoz uma ideia de modernismo. Ele cresceu durante o regime de Francisco Franco. Nos anos setenta, mudou-se para a Inglaterra, para estudar na Central Saint Martins College of Art and Design. Lá ele conheceu sua esposa, a também escultora Cristina Iglesias, com quem teve dois filhos. Em 1982, ele foi premiado pelo Programa Fulbright e viajou para os Estados Unidos para estudar no Instituto Pratt, em Nova York.
Sua primeira exibição ocorreu em 1984, na Galeria Fernando Vijande, em Madrid. Desde então, são trabalhos tem sido frequentemente exibidos na Europa e em outras partes do mundo.

## Links
- http://www.juanmunozestate.com Juan Muñoz Estate This is the official website of the artist

## Galeria

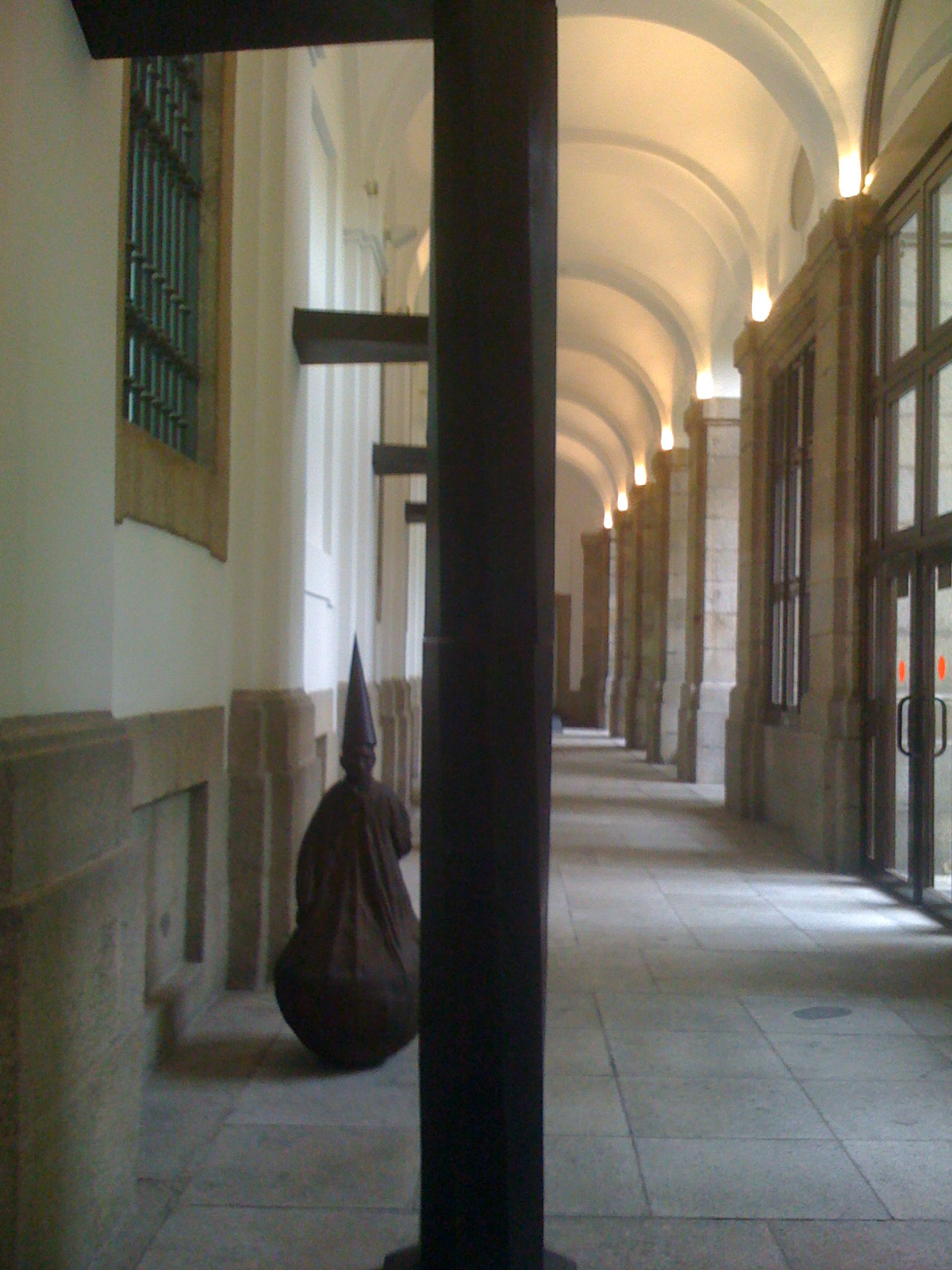
Lo vi en Bolonia, Museu Reina Sofia, Madrid.
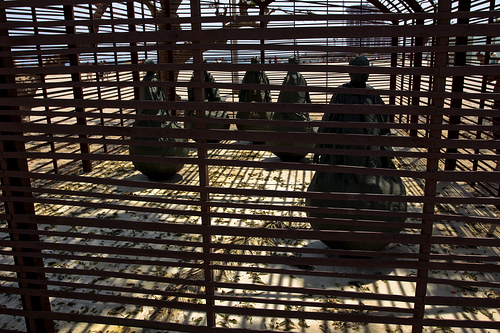
Una habitación donde siempre llueve, Barcelona
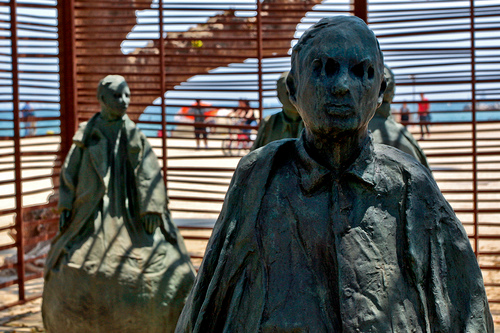
Una habitación donde siempre llueve, Barcelona
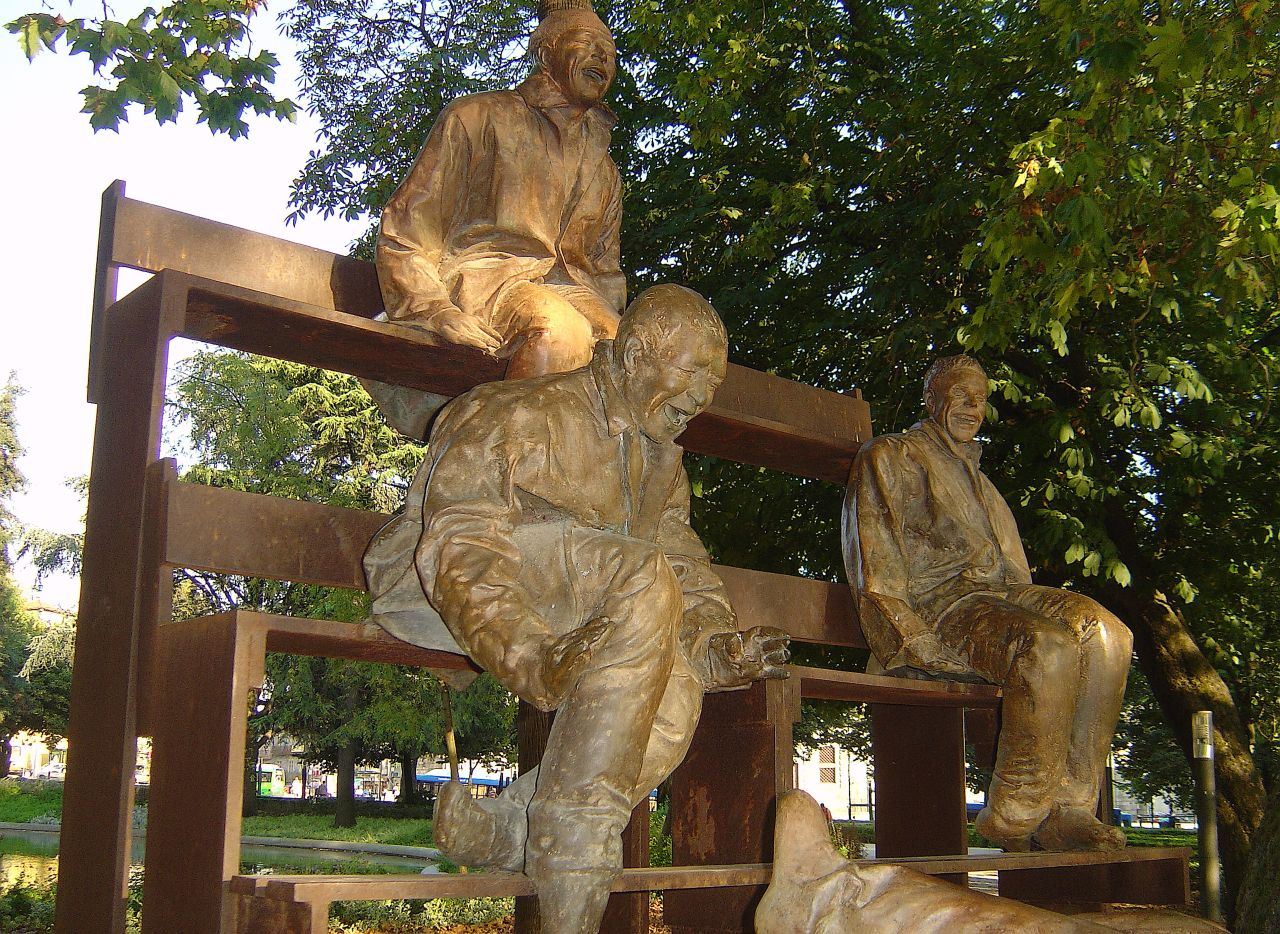
Treze a rir uns dos outros, Porto